# Parc national des Araucárias
Le parc national des Araucárias (en portugais : Parque Nacional das Araucárias) est un parc national de l'État de Santa Catarina, au Brésil.

## Géographie
Le parc national des Araucárias est situé dans les municipalités de Santa Catarina de Passos Maia et Ponte Serrada. L'aire protégée a été créée le 19 octobre 2005 et a une superficie de 12 841 hectares. Le parc est administré par l'Institut Chico Mendes de conservation de la biodiversité. Les précipitations annuelles sont en moyenne de 1 930 mm . La température moyenne est de 17 °C. Le parc se trouve sur le Campos Gerais, un plateau en pente douce vers l'ouest. Le terrain s'étend en altitude de 805 à 1 218 m .
La végétation de la zone directement influencée par le parc est principalement constituée de formations secondaires indigènes à différents stades de régénération, de forêt primaire exploitée, de reboisement avec des espèces exotiques (pins et Eucalyptus), de zones agricoles et de pâturages. La zone protégée est entourée d'une zone tampon de 500 m abritant de petites fermes et des établissements de réforme agraire, ainsi que des plantations de soja et des élevages de bétail. En plus de l'Araucaria angustifolia caractéristique de la forêt tropicale mixte, il existe d'autres espèces menacées telles que Dicksonia sellowiana et Ocotea porosa. La forêt contribue à maintenir la qualité de l'eau des rivières Chapecó, Chapecozinho, Mato et Caratuva.

## Conservation
Le parc est classé comme zone protégée de l'UICN de catégorie II (parc national). L'objectif fondamental est de préserver les milieux naturels, qui abritent des vestiges de la forêt de l'Araucária et des plantes du biome de la forêt atlantique, très menacés par l'activité humaine. Le parc soutient la recherche scientifique, l'éducation environnementale, les loisirs de plein air et l'écotourisme. Le parc est menacé par les sangliers, les animaux domestiques abandonnés, les zones perturbées et la pratique de la chasse aux animaux sauvages. On compte parmi les espèces protégées le Loup à crinière (Chrysocyon brachyurus), le Pic casqué (Dryocopus galeatus), l'Ocelot (Leopardus pardalis) et le Couguar (Puma concolor).